# Mak Lind
Mak Adam Lind, fram till 2019 Mohammed Ali Khan, född 1 november 1988 i Beirut i Libanon, är en libanesisk-svensk före detta fotbollsspelare (försvarare) som numera är tränare. Han spelade under sin karriär för Västra Frölunda IF, BK Häcken, kinesiska Tianjin Teda och Halmstads BK.

## Biografi

### Spelarkarriär
Lind kom 1991 till Sverige via Gelsenkirchen i Tyskland.
Lind flyttades upp till Västra Frölunda IF:s A-trupp 2004. 2005 fick han sitt genombrott i superettan med Västra Frölunda IF, då han blev ordinarie mittback och fick ett hederspris för sin fina säsong. 2006 fick han pris för bästa försvarare i division 1 södra/norra.
Säsongen 2007–2008 gjorde Lind hela 16 mål för Västra Frölunda IF, och i slutet av 2008 skrev han på ett treårskontrakt för BK Häcken.
2009 blev ingen lyckad säsong för Lind. Två veckor innan allsvenska premiären fick han problem med ett knä och var tvungen att genomgå operation. Han gjorde comeback mitt i säsongen och drog sedan på sig en allvarlig ljumskskada som gjorde att han blev borta resten av säsongen och en bit in på säsongen 2010.
I slutet av 2010 hade Lind en period i Allsvenskan. Han blev vald till den tuffaste/hårdaste spelaren i allsvenskan av de allsvenska spelarna i Göteborgslagen.[källa behövs]
I början av säsongen 2011 hamnade Lind åter utanför startelvan i Häcken. Han imponerade under hösten stort och tog en ordinarie plats i laget. Han skrev under hösten 2011 på ett nytt treårskontrakt och utsågs dessutom till lagkapten säsongen 2012. Laget slutade på en historisk andra plats och därmed tog det stora silvret i fotbollsallsvenskan, det bästa BK Häcken gjort sedan föreningen bildats 1940. Lind har fått fortsatt förtroende och utsågs till lagkapten även för säsongen 2013.
Landslagsdebuten för Libanon gjorde Lind den 6 september 2013 mot Syrien i Beirut, där Libanon vann med 2-0 och för första gången slog Syrien.
Han blev den 3 mars 2014 klar för kinesiska Tianjin Teda, för vilka han skrev på ett tvåårskontrakt. Lind blev den 21 januari 2015 klar för Halmstads BK, då han skrev på ett treårskontrakt. I juli 2016 lämnade han klubben.
Säsongen 2018 gjorde Lind 15 mål på 14 matcher för Tynnered FC i Division 6. Säsongen 2019 gjorde han 25 mål på 16 matcher för Byttorps IF i Division 5. Säsongen 2020 gjorde han sex mål på sju matcher för Nova FC i Division 7.

### Tränarkarriär
Inför säsongen 2017 tog Lind över huvudtränarrollen i division 1-laget Husqvarna FF.
I december 2017 presenterades han som ny manager i Superettan-klubben Norrby IF. Han saknade dock den obligatoriska PRO-utbildningen som behövdes för träna ett lag i Superettan och fick ingen dispens av Svenska Fotbollförbundet för säsongen 2018. Norrby tog då in Korosh Hatami som chefstränare, medan Lind hade en roll som manager. Till säsongen 2019 fick Mak dispens och tillträdde rollen som huvudtränare. Norrby blev nedflyttade från Superettan 2022 och efter säsongen valde Lind att bryta sitt avtal.

### Övrigt
2019 bytte han namn till Mak Lind. "Mak" var hans tidigare smeknamn (efter initialerna i tidigare namnet, Mohammed Ali Khan).